# Stora stormen
Stora stormen (engelska: Great Storm of 1856) var en tropisk cyklon som dränkte semesterön Last Island (Isle Dernière) utanför New Orleans 10-12 augusti 1856. Bland de över 200 som dog var många rika plantageägare, lyxturister och deras slavar.